# USS Macdonough (DD-9)
USS Macdonough (DD-9) – amerykański niszczyciel typu Bainbridge. Jego patronem był Commodore Thomas Macdonough.
Stępkę okrętu położono 10 kwietnia 1899 w stoczni Fore River Ship & Engine Company w Weymouth (Massachusetts). Zwodowano go 24 grudnia 1900, matką chrzestną była Lucy Shaler Macdonough, wnuczka patrona okrętu. Jednostka weszła do służby w US Navy 5 września 1903, jej pierwszym dowódcą był Lieutenant Charles S. Bookwalter.
Okręt był w służbie w czasie I wojny światowej. Działał jako jednostka eskortowa na wodach amerykańskich i europejskich.
Wycofany ze służby 3 września 1919 został sprzedany na złom 10 marca 1920.